# Yohann Ndoye-Brouard
Yohann Ndoye-Brouard (Chambéry, 29 novembre 2000) è un nuotatore francese, specializzato nel dorso.

## Biografia
Di padre senegalese e di madre savoiarda, ha vinto la medaglia d'oro nei 100 e 200 metri dorso ai campionati francesi di nuoto in vasca corta nel 2018 a Montpellier. Si è laureato campione francese nei 100 metri dorso ai campionati francesi di nuoto di Rennes 2019.
Nel marzo 2021, durante il Meeting Open Méditerranée - Golden Tour Camille Muffat a Marsiglia, si è qualificato ai Giochi olimpici di Tokyo 2020 raggiungendo la soglia di qualificazione nei 100 e 200 metri dorso.
Agli europei di Budapest 2021, disputati alla Duna Aréna nel maggio 2021, si è aggiudicato la medaglia di bronzo nei 100 metri dorso ad ex aequo con il greco Apostolos Christou il tempo di 52"97, concludendo alle spalle di rumeno Robert Glință e dello spagnolo Hugo González de Oliveira. Nei 50 metri dorso è stato eliminato in semifinale con il decimo tempo. Agli europei di Roma del 2022 sale sul gradino più alto del podio nei 200 metri dorso.
Alle Olimpiadi casalinghe di Parigi del 2024 vince il bronzo nella staffetta 4x100 metri misti con il crono di 3'28"38, nuovo record nazionale francese, mentre ai mondiali di Singapore dell'anno successivo conquista anche i suoi primi metalli iridati in vasca lunga, chiudendo al terzo posto i 100 e i 200 metri dorso e al secondo la staffetta 4x100 metri misti.

## Palmarès
| Anno | Manifestazione          | Sede      | Evento             | Risultato  | Prestazione | Note  |
| ---- | ----------------------- | --------- | ------------------ | ---------- | ----------- | ----- |
| 2021 | Europei                 | Budapest  | 50 m dorso         | 10º        | 25"11       |       |
| 2021 | Europei                 | Budapest  | 100 m dorso        | Bronzo     | 52"97       |       |
| 2021 | Giochi olimpici         | Tokyo     | 100 m dorso        | Semifinale | dq          |       |
| 2021 | Giochi olimpici         | Tokyo     | 200 m dorso        | 9º SF      | 1'56"83     |       |
| 2021 | Giochi olimpici         | Tokyo     | 4x100 m misti      | 10º        | 3'33"41     |       |
| 2021 | Mondiali in vasca corta | Abu Dhabi | 50 m dorso         | 24º B      | 24"03       |       |
| 2021 | Mondiali in vasca corta | Abu Dhabi | 100 m dorso        | 14º SF     | 50"96       |       |
| 2021 | Mondiali in vasca corta | Abu Dhabi | 200 m dorso        | 6º         | 1'50"53     |       |
| 2021 | Mondiali in vasca corta | Abu Dhabi | 4x50 m misti       | 9º B       | 1'35"44     |       |
| 2021 | Mondiali in vasca corta | Abu Dhabi | 4x50 m misti mista | 6º         | 1'38"28     | [ 3 ] |
| 2022 | Europei                 | Roma      | 100 m dorso        | Bronzo     | 52"92       |       |
| 2022 | Europei                 | Roma      | 200 m dorso        | Oro        | 1'55"62     |       |
| 2022 | Europei                 | Roma      | 4x100 m misti      | Argento    | 3'32"50     |       |
| 2023 | Europei in vasca corta  | Otopeni   | 100 m dorso        | Argento    | 49"96       |       |
| 2024 | Giochi olimpici         | Parigi    | 4x100 m misti      | Bronzo     | 3'28"28     |       |
| 2025 | Mondiali                | Singapore | 100 m dorso        | Bronzo     | 51"92       |       |
| 2025 | Mondiali                | Singapore | 200 m dorso        | Bronzo     | 1'54"62     | [ 4 ] |
| 2025 | Mondiali                | Singapore | 4x100 m misti      | Argento    | 3'27"96     |       |